# 水戸の三ぽい
水戸の三ぽい（みとのさんぽい）は、茨城県水戸市を中心とした地域の住民気質を表現したとされる言葉。理屈っぽい・怒りっぽい・骨っぽいの3つからなるが、「理屈っぽい」または「骨っぽい」を「飽きっぽい」に置き換えることもある。社交的とは言い難い、水戸人の直情径行な気質を表したもの、と解釈される。「三ぽい」は3ぽい、3ポイとも表記する。
短所として捉えられることのある言葉であるが、長所でもあると考える人もいる。
なお現在では疑似科学的見解を含むとして批判の声も上がっている。
本項目では、茨城県民の気質を表現したとされる、茨城の三ぽい（いばらきのさんぽい）についても扱う。

## 概要
元は水戸藩の「水戸っぽ」の気質を表す言葉であった。かつては「日本のテロ史上に水戸出身者あり」と言われるほどであったが、今ではそうした義侠心は影を潜めている。既に「三ぽい」の性格が見られたのは昔のことであるという主張がなされる一方で、県名「茨城」を「いばらぎ」（正しくは「いばらき」）と言うと怒り出す、鹿島アントラーズのサポーターのエネルギッシュさなどに受け継がれている、という見解もある。
水戸の三ぽいの気質は、桜田門外の変や天狗党の乱などの幕末における水戸藩士の振る舞いや、1980年代頃まで水戸市の中心商店街で顕著に見られたとされる傾向と結び付けられて納得されてきた。水戸徳川家の城下町でありながら特有の華やかな文化や風情がないと評される水戸の町の質実剛健な気風は、質素倹約に努めた水戸藩政によるとも、閉鎖的で他地域との交流が少なかった水戸の三ぽいの気質によるとも言われている。舟橋聖一は小説『悉皆屋康吉』の中で、「ここで成功するには、先ず、言葉からして、茨城でいかなくちゃァなりません」などと記し、水戸市民が仲間とよそ者を区別する様子を描き出している。他方で親しい間柄となれば大変親密な関係が構築されるとの指摘が県外からの移住者からなされている。また、東海村出身の茨城県知事である橋本昌も、人柄がよくどんどん仲良くなれると語っている。
中村泰士は2000年（平成12年）12月10日に行方郡麻生町（現行方市）で開かれた講演会にて、「飽きっぽい」を「世の中の出来事に興味を持ちやすい」、「怒りっぽい」を「正義感が強い」、「理屈っぽい」を「ボキャブラリー豊かで文化が高い」という意味であると語った。

### 「理屈っぽい」
「理屈っぽい」の特性は、徳川光圀（水戸黄門）の創始した水戸学以来の伝統であると言われ、幕末には日本国内でも先進的な考えの下、明治維新へと突き進む原動力ともなった。『大日本史』の編集のために設置された彰考館には儒学を中心とする学者が集い、弘道館では今でいう総合大学に匹敵するような幅広い学問の教育・研究がなされた。しかし、各人の理屈っぽさが高じて、幕末には理論闘争から内紛に発展、明治時代には人材が枯渇してしまったとも言われている。
一度言い出したら一歩も譲らず、自説を貫こうとする傾向が現在も残っているという。ただし、道理の通らないような自説を無理に押し通そうとするのではなく、自身に非があれば素直に認める、という性質も持ち合わせている。
心理学者の大宮録郎は、水戸市内の路面電車（茨城交通水浜線）で「理屈っぽい」水戸市民に遭遇した体験を論文に記している。込み合う車内で車掌が乗降口付近にいる客に対し、中ほどに詰めるよう呼びかける意味で、「真ん中の方、おつめを願います」とアナウンスしたところ、中ほどにいた乗客から「真ん中の人間はどっちにつめるのけぇ」という声が飛び、乗客一同がどっと笑い声を上げた。これは、車掌の曖昧な言い方に対して、水戸人が理屈っぽく一言物を申した瞬間であった。なお、大宮録郎は東京都で生まれ育っているが、ある審議会に茨城県の代表として出席し異議を唱えたところ、「やはり茨城の方は」と言われたことがあるという。

水戸学の伝統に則って、茨城県民全体を「理屈っぽい」と評することに対しては、批判の声もある。このような声は茨城県に長く居住する者から挙げられ、茨城県師範学校・茨城県女子師範学校共編の『総合郷土研究』（1937年）では、
と、茨城県民に水戸学の気風があまり受け継がれていない様子を述べている。

## 茨城の三ぽい

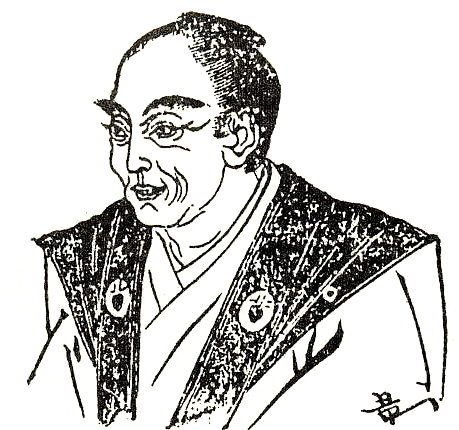
藤田東湖

茨城の三ぽいは、水戸の三ぽいから派生した言葉である。茨城県民の県民性を表したとされ、怒りっぽい・飽きっぽい・忘れっぽいの3つからなる。茨城県民に対する伝統的なイメージであり、単なる俗語ではなく、茨城県が発行する報告書でも県民性のキーワードとして三ぽいが挙げられている。宮城音弥は自著『日本人の性格』において、県民性を反映した歴史上の人物を各都道府県ごとに1人挙げ、茨城県の県民性を反映した人物として藤田東湖を紹介している。
茨城県民である岡村青は、自著『茨城の逆襲』の中で、茨城の三ぽいの気質について、「まったくご指摘の通りとさえ思っております」と述べ、特に男性の場合は怒りっぽいと述べている。茨城県民が怒りっぽいと解釈されるのは、言葉遣いがぶっきらぼうであるからではないか、と茨城県知事時代の橋本昌は『週刊アサヒ芸能』の取材で答えている。日本放送協会が実施した県民意識調査によると、茨城県民は郷土意識があまり高くなく、特に土地の言葉に対する強いコンプレックスが見られる。首都圏にありながら垢抜けず、独特の語尾が上がる話し方によって田舎っぽさが増していることが要因の1つと考えられる。また、元々の方言に敬語表現が少なく、軽い気持ちで話したとしても威張っている、叱られたように受け取られるという説や、明治新政府の成立初期に水戸出身者が全警官の1割を占めていたことから派生したという説もある。
古くは『人国記』の常陸国の項に、昨日の味方が今日の敵になるようなことはめったにないとあり、中世の頃から律儀な性格であるとみられてきた。県民性研究の第一人者である祖父江孝男は、茨城県民が口下手で、ゴマスリができないことにより、相手に分かってもらえなくて怒り出すが、すぐ忘れてケロリとしている旨を著書『県民性の人間学』で記述している。宮城音弥は、茨城県の県民性が千葉県と似ているが、関東奥地の躁鬱（そううつ）質が混入しているらしい、とした。特に茨城県民には「理想家はだ」の特性が強く、三ぽいの気質が環境・社会教育・武士の道徳だけで形成されるものではない、と宮城音弥は述べている。

### 「茨城の三ぽい」は県内全域に当てはまるか
岩中祥史は、茨城が平坦な地形であり、近隣地域への往来が比較的容易であったことから、茨城県全体に水戸っぽ気質が広がったと主張している。これに対して矢野新一は、県北部の男性は保守的で見栄っ張り、女性は愛想が今一つで気が強く、県南部は男女とも北部に比べおおらかである、と述べている。両者は茨城県民が公務員に適しているかどうかに関する認識も異にしており、岩中は短気で怒りっぽいので公務員にはむかないとし、矢野は愛想がないので公務員に向く、と述べている。
『茨城県大百科事典』の「県民性」の項では、温暖な気候による閉鎖的農村社会の存続と水戸藩の気風が茨城県の県民性を作り出していると解説し、文化や社会の変化と人々の移動によってゆっくりと変容していくであろうと結んでいる。